# Slatina nad Úpou
Slatina nad Úpou (deutsch Moorgrund an der Aupa) ist eine Gemeinde in Tschechien. Sie liegt am rechten Ufer der Úpa (Aupa) und gehört zum Okres Náchod. Das Epitheton nad Úpou wird seit 1904 verwendet.

## Geschichte

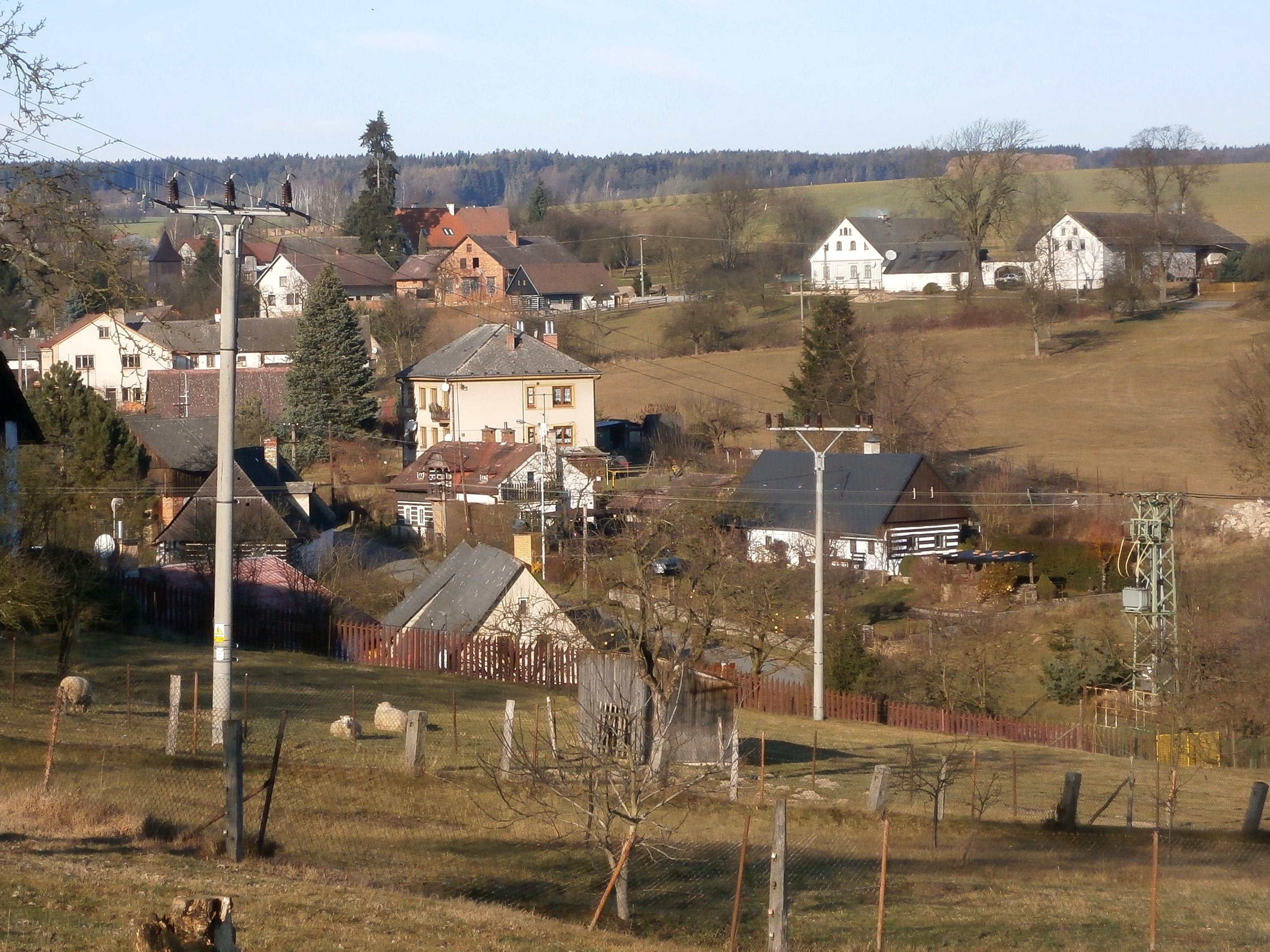
Slatina nad Úpou

Alle drei Ortsteile der Gemeinde Slatina nad Úpou gehörten zur Herrschaft Nachod. Der älteste Ort Boušín wurde in der zweiten Hälfte des 12. Jahrhunderts gegründet. Slatina ist erstmals im Jahre 1545 nachweislich.

## Gemeindegliederung
Für die Gemeinde Slatina nad Úpou sind keine Ortsteile ausgewiesen.  Grundsiedlungseinheiten sind  Boušín (Bauschin),  Končiny (Kontschin) und  Slatina nad Úpou (Slatina).

## Persönlichkeiten
- Otakar Berger (1873–1897) – Cellist und Mitbegründer der Tschechischen Quartetts
- Bedřich Kaněra (11. September 1934 Slatina nad Úpou – 2. April 2002 Kryštofovo údolí, Okres Liberec) – Schauspieler, Rundfunksprecher, Regisseur, Redakteur, Mittelschullehrer
- Jan Krtička (25. April 1900 Studnice, Bezirk Náchod – 15. August 1978 Hodonín) – Lehrer; Gründer der Volksschule für Wirtschaft in Slatina
- Vilém Pokorný (12. Mai 1942 Končiny, Slatina nad Úpou) – Maler

## Sehenswürdigkeiten
- Hölzerner Glockenturm von 1682

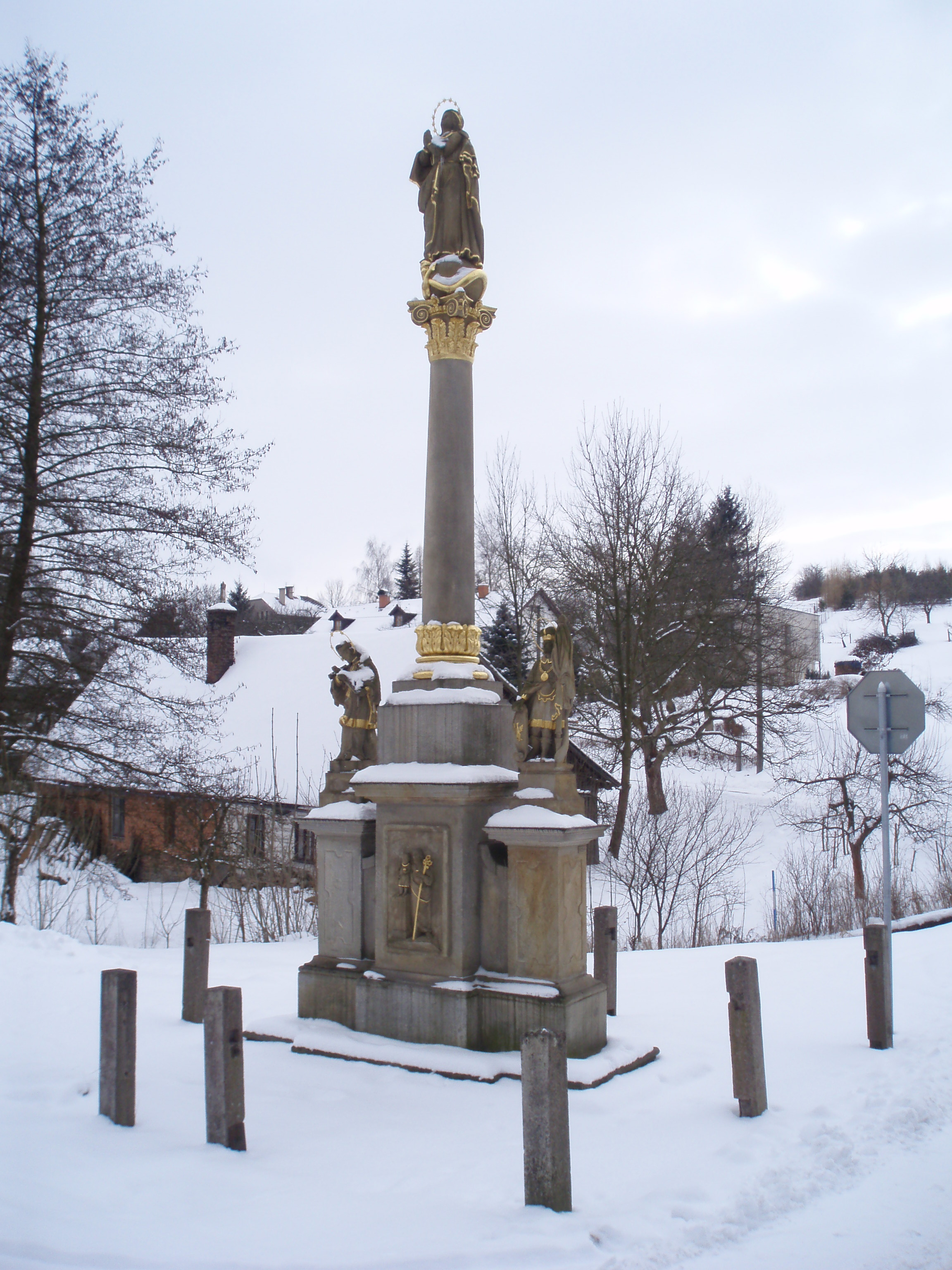
Pestsäule der hl. Jungfrau Maria

- Pestsäule der hl. Jungfrau Maria von 1829
- Kapelle mit einer wundertätigen Quelle in Boušín (1728–1730)